# フランシス・ニコルソン
フランシス・ニコルソン（英: Francis Nicholson、1655年11月12日 - 1727年3月5日/1728年3月16日）は、イギリス軍の軍人であり、植民地の管理者である。その軍歴にはアフリカやヨーロッパでの任務があり、その後ニューイングランド王領で総督エドマンド・アンドロス卿を支援するための軍隊指揮官として派遣された。そこで頭角を現し、1688年には王領の副総督に指名された。1689年、名誉革命の報せが植民地に届くと、アンドロスはボストン暴動でその支配者の地位を追われた。ニコルソン自身も間もなくニューヨーク植民地での暴動中に捕まり、イングランドに逃げ帰った。
その後はメリーランド植民地総督とバージニア植民地総督を務めた。ウィリアム・アンド・メアリー大学の設立を支持し、アンドロスがニコルソンを越えてバージニア植民地総督に選ばれた後で、アンドロスと喧嘩した。1709年、アン女王戦争中の植民地における軍事行動に巻き込まれるようになり、カナダに対する遠征を率いたが失敗した。その後、アカディアのポートロワイヤルに対する包囲を行い、1710年10月2日に陥落させた（ポートロワイヤルの戦い (1710年)）。その後は、ノバスコシアとプラセンティアの総督となり、サウスカロライナ植民地でその領主に対する反乱が起きた後では、そこの初代王命総督になった。ニコルソンは中将の位に昇り、1728年にロンドンで独身のまま死んだ。
ニコルソンは植民地における公共教育を支持し、イギリス海外福音伝道会や王立協会の会員だった。アメリカの建築にも影響を与え、メリーランド州アナポリスやバージニア州ウィリアムズバーグの町の区画割りや設計を行った。植民地の統合を早くから提唱した者であり、主に共通の敵からの防衛がその理由だった。

## 初期の経歴と軍歴
フランシス・ニコルソンは1655年11月12日にイングランド、ヨークシャーのダウンホームの村で生まれた。その先祖あるいは若年の頃のことについてはほとんど知られていない。ある程度の教育を受けたことは明らかである。チャールズ・ポーレット（後のウィンチェスター侯爵かつボルトン公爵）の小姓を務め、その庇護下に経歴が進んだ。ポーレットの娘であるジェーンに仕え、ジェーンがブリッジウォーター伯爵ジョン・エガートンと結婚して、エガートンがもう一人の庇護者となり、経歴を積むのに役立った。
ニコルソンの軍歴は1678年1月ポーレットがオランダ連隊での少尉の任官を購入したときに始まった。この部隊ではフランダースでフランスと対戦することになった。この連隊が戦うことは無く、その年の末には解隊された。1680年7月、新しく結成されたタンジール第2連隊の参謀中尉の任官を購入した。この部隊はイギリス領タンジールに派遣され、タンジール市を守る駐屯部隊を補強した。当時のタンジールの評議会はヨーク公（後のジェームズ2世）が長となり、総督はパーシー・カーク大佐だった。ニコルソンは軍務で頭角を現し、敵のモロッコの宿営地、タンジール、ロンドンの間で伝言を運んだ。カークからの友好的な評価に加えて、このことが強力な植民地担当大臣ウィリアム・ブラスウェイトの注目を引いた。1682年にタンジールが放棄され、連隊はイングランドに戻った。このタンジール任務の間に、北アメリカ植民地で著名になったトマス・ドンガン（ニューヨーク植民地総督）やアレクサンダー・スポッツウッド（バージニア植民地副総督）など多くの人物と出逢った。
1685年、タンジール連隊がモンマスの反乱を鎮めたときにニコルソンも恐らく連隊と共にあったが、カークの部隊における不穏当な振る舞いにおいて、ニコルソンが果たした役割は不明である。カークは、チャールズ2世から将来に期待されたニューイングランド王領の総督に選ばれていたが、反乱を鎮めるときの役割を強く批判され、ジェイムズがその指名を取り下げた。その代りに総督職はエドマンド・アンドロス卿に渡され、このとき大尉だったニコルソンは歩兵1個中隊の隊長としてアンドロスに従い、1686年10月にボストンに行った。アンドロスはフランス領アカディアの実質的に偵察となる任務にニコルソンを派遣した。アカディアの総督に表面上は様々な問題に対する抗議の文書を運ぶという役割の下で、ポートロワイヤルの守りについて注意深く観察して来た。ニコルソンはこの任務でアンドロスに印象を与え、間もなく王領の評議会議員に指名された。

## 王領副総督

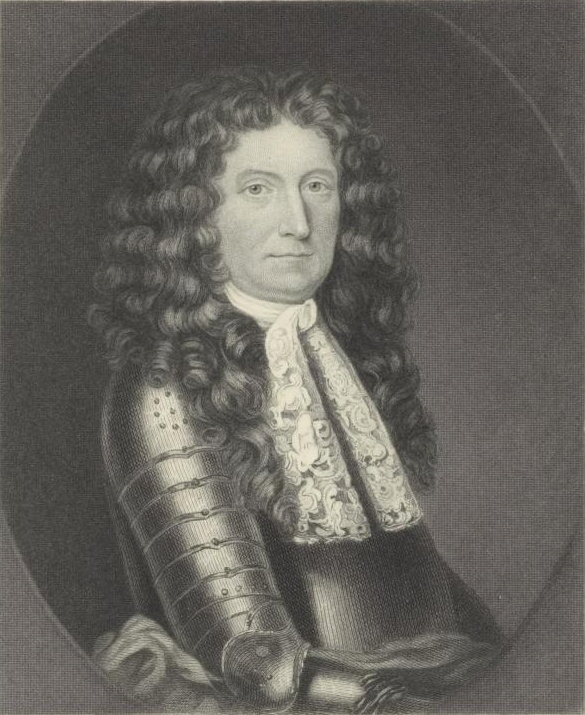
エドマンド・アンドロス卿

1688年、ロンドンの貿易省がニューイングランド王領の中にニューヨーク、東ジャージー、西ジャージーの各植民地を含めるよう拡大した。ニコルソンは王領の副総督に指名され、アンドロスと共にそれら植民地の支配を引き継ぐためにニューヨークに行った。ニコルソンの支配は、土地の評議会に支援されるが議会は無いものであり、多くのニューヨーク人から「我々古代の特権を蝕んだ最も専制的な方法を採用した」王命による総督の路線を引き継ぐものと見られた。ニコルソンは、植民地人が「征服された民であり、それ故にイングランド人のように多くの権利や特権を主張できない」と言って、その支配を正当化した。
ニコルソンは当初、先代総督だったカトリックのトマス・ドンガンに代わる改善されるものと見られた。しかし、植民地の古い守人は、アンドロスが植民地の記録全てをボストンに移し、続いてニコルソンがドンガンやニューヨークの一握りのカトリック教徒が礼拝に使っていたジェームズ砦の礼拝堂の装飾を保存することで、時として強硬派になるプロテスタント住民に警告を与えたことに不満だった。オランダがイングランドを侵略するという噂（この噂は真実になった）に反応してニコルソンは、1689年1月、植民民兵隊に国王のために植民地を守る警戒に入るよう命じた。ニコルソンは知らなかったことだが、イングランドの情勢は既に変化していた。

### ボストンの反乱

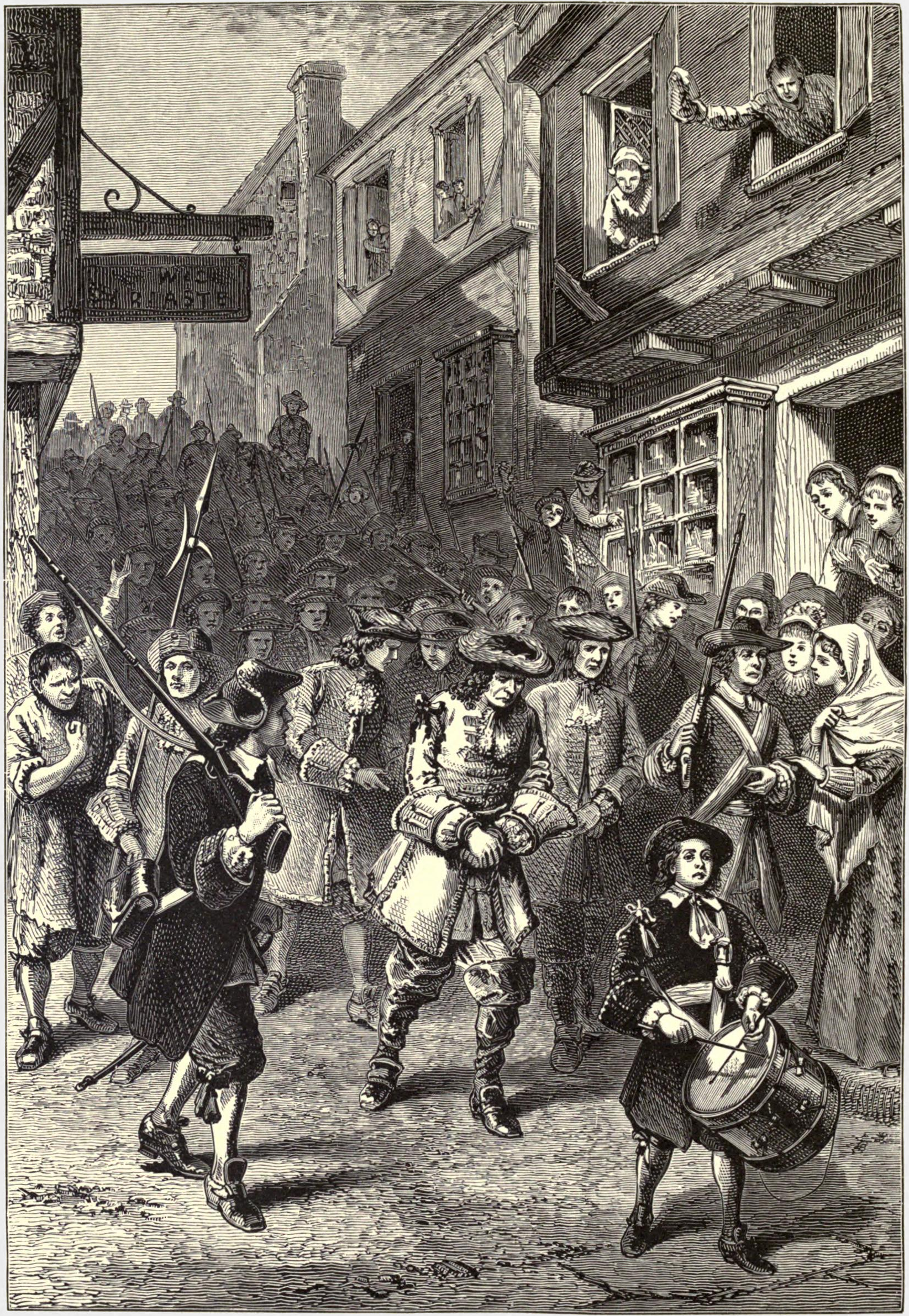
アンドロスの逮捕を描いた版画

1688年後半、名誉革命によりジェームズがウィリアム・アンド・メアリーによって退位させられると、マサチューセッツでもボストンでアンドロスに対して反乱がおこり、アンドロスやその他王領の指導者を逮捕した。この暴動は急速に王領全体に広がり、ニューイングランドは直ぐに元の植民地とそれを治めた政府の形に戻った。ボストン暴動の報せが1週間後にニューヨークに届くと、ニコルソンはニューヨークで反乱がおこることを恐れて、その知らせはおろか、イングランドの革命についても公表しようとはしなかった。ボストン暴動の話がロングアイランドに達すると、政治家や民兵隊の指導者がより強引な形を採り、5月半ばまでに王領の役人は多くの町から追い出された。これと同時にニコルソンは、フランスがイングランドに宣戦布告したことを知り、ニューヨーク北部のフロンティアではフランスとインディアンに攻撃される恐れが出てきたことが分かった。インディアンが襲撃してくるという噂にパニックになった市民を静めるために、ニコルソンはジェームズ砦の陸軍守備隊に民兵隊を呼び入れた。
ニューヨークの防衛はお粗末な状態だったので、ニコルソンの評議会はそれを改善するために輸入関税を課することを決めた。このことには直ぐに抵抗があり、多くの商人が税金を払うことを拒否した。特に目立ったのがジェイコブ・ライスラーだった。ライスラーは生まれのよいドイツ・カルヴァン主義者の移民であり、商人かつ民兵隊長だった。ライスラーは王領の支配に先頭だって反対する者だった。王領はローマ教皇すなわちカトリックを植民地に押し付けようとするものであり、ニコルソンの正規兵を堕落させる役割を果たす可能性があると考えた。5月22日、ニコルソンの評議会に民兵隊から請願があり、市の防衛に急速な改良を加えることに加え、砦の火薬庫を検査することを求めた。この要求が拒否されると、火薬の供給量が不足しているという心配を増すことになった。市の指導者達が追加物資を求めて市内をあさるようになると、この心配がさらに大きくなった。

### ニューヨークの反乱
1689年5月30日、ニコルソンが民兵隊の士官に乱暴な言葉を吐いたという小さなできごとが、一挙に反乱を引き起こした。ニコルソンはその短気さがよく知られており、その士官に「お前に指揮されるよりも、町が火に包まれるのを見たいものだ」と告げた。ニコルソンが本当にニューヨークを燃やそうとしているという噂が町中に広まった。翌日、ニコルソンはその士官を呼び出し、その任務を辞職するよう要求した。その士官の上官であるエイブラハム・ド・ペイスターは、ニューヨーク市でも最大級に裕福な者であり、ニコルソンとの激論となり、その後やはり民兵隊長の弟ジョハニスとともに評議会の議場から飛び出していった。
民兵隊が招集され、一団となってジェームズ砦に殺到し、占領した。ある士官が火薬庫の鍵を要求するために評議会の元に派遣された。これに対してニコルソンは「流血沙汰やそれ以上の間違いを起こさないように」といって遂に承服した。翌日、民兵隊士官の作戦会議が開かれ、ジェイコブ・ライスラーを市民兵隊指揮官に選んだ。ライスラーがこれを受け、反乱軍は新しい君主（ウィリアム・アンド・メアリー）が適切に認証した総督を派遣するまで、君主のために砦を支配するという宣言を出した。
この時点で民兵隊が砦を支配し、すなわち港全体を支配することになった。港に船が到着すると、乗客や船長を直接砦に連れて来て、ニコルソンとその評議会に外部から接触しないようにした。6月6日、ニコルソンはイングランドへ戻ることを決め、そこでの手続きに使う証言を集め始めた。6月10日にニューヨーク市からジャージーの海岸に向けて出発し、そこでトマス・ダンガンと落ち合えることを期待していた。ダンガンはその後直ぐにイングランドにむけて船出すると予想していた。しかし、実際に出港できたのは6月24日になってからだった。多くの船から乗船を断られ、やっとダンガンのブリガンティンの分担を購入できた。一方、ライスラーは6月22日にウィリアム・アンド・メアリーによる支配を宣言し、6月28日、合法の権威が不在の場合に代行する植民地安全委員会が、ライスラーを植民地の最高司令官に選定した。
ニコルソンは8月にロンドンに到着し、ニューヨークの状況を国王と貿易相に説明し、新しいニューヨーク総督の任命を督促し、自分を売り込んだ。チャールズ・ポーレット（この時はボルトン公爵）やその他庇護者の働きかけがあったにも拘わらず、国王ウィリアムは11月になってヘンリー・スローター大佐を次のニューヨーク総督に選んだ。しかし、国王はニコルソンの働きを認め、バージニア植民地副総督に任命することで応えた。

## バージニアとメリーランド
ニコルソンは1692年までハワード・オブ・エッフィンガム卿の下でバージニア植民地副総督を務めた。ウィリアム・アンド・メアリー大学創設の推進者となり、初代理事の一人に指名された。植民地民兵隊の改善に動き、植民地に貿易港を増やすことを認めた。港について植民地の大商人の間で競争を増やすものと見なす者もいたが、彼等から大した反対も無く進んだ。この期間に、ニコルソンは植民地における王室支配の高いレベルの代表者の1人だった。北部の植民地では王室支配が排除されており、南部の他の植民地は領主総督が治めていた。ニコルソンは、共通の社会秩序を作り上げ、防衛を強調させるために、領主植民地を王室領に転換することを含め、できるだけ早く全ての植民地に王室支配を確立するよう、国王に推奨した。

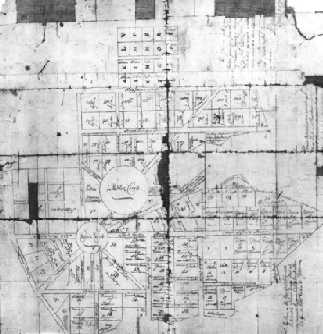
アナポリスの最初期とされる地図、1718年制作のものを1743年に写した

エッフィンガム卿は1692年2月に総督を辞職し、ニコルソンとアンドロスの間で次の総督職を巡る争いが始まった。アンドロスはロンドンにあって上級の人物であり、その地位を与えられ、ニコルソンを大いに悩ませることになった。このことが2人の間に成長していた嫌悪感を深まらせることになった。当時の批評家の1人は、ニコルソンが「特にエドマンド・アンドロス卿に不満を抱いており、それ以前にあったことに特別憤慨したことがあった」と記していた。ニコルソンはメリーランドの副総督になることで宥められ、その時からアンドロスの排除のために動いていた。アンドロスが1692年9月に到着すると、ニコルソンは彼を愛想よく出迎え、その後にロンドンに向かった。
ニコルソンは、メリーランド植民地総督のライオネル・コプリー卿が死んだ1693年に、まだイングランドに居た。アンドロスがその任命書の条項に従い、メリーランド植民地総督評議会からの要請に応じ、1693年9月にメリーランドに行って事態を整え、1694年5月に再訪して植民地議会を主宰した。これらの任務についてアンドロスには500ポンドが支払われた。その後新たにメリーランド植民地総督に指名されたニコルソンが7月に到着したとき、植民地の金庫が空っぽであることが分かったので、短気にアンドロスにその給与を返還するよう要求した。アンドロスがそれを拒否し、ニコルソンは貿易省に訴え出た。貿易省は1696年10月に、アンドロスが300ポンドを返還せねばならないと裁定した。
ニコルソンはイングランド国教会の信徒として聖公会に関わり、メリーランド植民地政府でのローマ・カトリック教会の影響を減らそうとし、植民地の首都をカトリックの強いセントメアリーズシティから、南部のポトマック川沿いにあるセントメアリーズ郡、当時「アンアランデルズタウン」（短期間プロビデンスとも呼ばれた）と呼ばれていた場所に移した。その場所は後に女王となるアン王女にちなみ「アナポリス」と改名された。ニコルソンがその場所を選んで区画割りを行い。うまく設計された公共空間（ステートサークルあるいはチャーチサークルと呼ばれた）に、聖公会教会（後に米国聖公会）と、州政府庁を置き、対角線上に道路を配置して町の様々な部分を繋いだ。これは1世紀後にピエール・シャルル・ランファン（1754年-1825年）が作成した国の首都、すなわちワシントンD.C.とコロンビア地区の「連邦都市」の先駆けになった。建築史家のマーク・チャイルドはアナポリスに加えて、ニコルソンが後にバージニアに居る間に区画割りを決めたウィリアムズバーグの町を、イギリス帝国の中でも最良に設計された町に加えた。

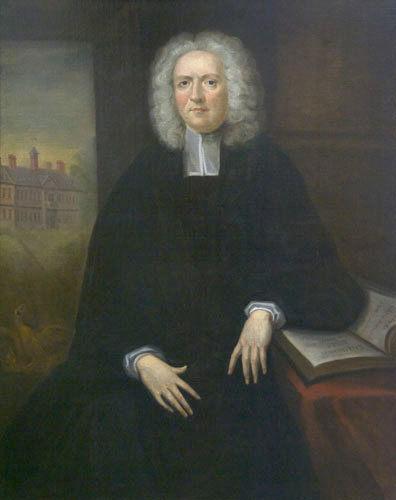
ジェイムズ・ブレア、ウィリアム・アンド・メアリー大学設立のために動き、ニコルソンがそれを支援した

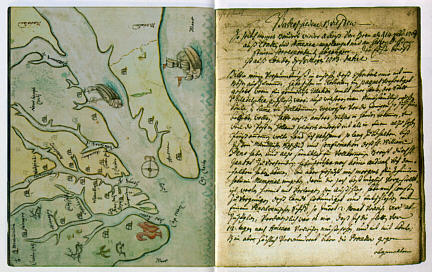
1702年のウィリアムズバーグ

ニコルソンは公共教育の支持者であり、そのための法の成立に動き、「キングウィリアムの学校」の建設資金を手当てした。これは今日あるセントジョンズ・カレッジの前身であり、人文科学、一般教養に定評があり、「古典的教育」と「名著」を強調している。大西洋岸中部から北の植民地で、海賊の問題をどう扱うか、ウィリアム・ペンとの論争に巻き込まれた。メリーランドでは、植民地人が商品や硬貨を植民地にもたらす海賊に対して寛容である慣習に対し、ニコルソンが厳しく対処していた。ペンの政府も同様に海賊に寛容であることに気付いており（ペンシルベニアで海賊を認める代わりに賄賂を受け取っていると言われていた）、ニコルソンは、ペンシルベニアに向かう船をメリーランドの海域で停船させて捜索し、ヨーロッパの完成品を運んでいるならば、関税を徴収するよう命じた。これについてペンが貿易省に抗議し、ニコルソンがその戦術を加減したときに、論争は下火になった。ニコルソンがメリーランドを統治した間、植民地人がイングランド人の権利を持つことを特に否定し、「もし私がメリーランドの利益を妨げていないのであれば、またそれを治めているのであれば、彼らを統治することはできなかったことであろう」と記していた。
ニコルソンのアンドロスとの確執が続いている中で、ウィリアム・アンド・メアリー大学の設立者ジェイムズ・ブレアという強力な同盟者を得た。この2人はイングランドでアンドロスに対抗する聖公会の支持を獲得でき、貿易省に長い苦情の書を送りつけた。この動きは、アンドロスに辞任の許可を求めさせることとなり、1698年12月、ニコルソンがバージニア植民地総督の職に任命されることとなった。アンドロスは怒りながら自分の記録をニコルソンに渡すことを拒んだ。ニコルソンの総督としての任期は1705年まで続いたが、強力なバージニアの家系の小さな集団が支配する評議会にほとんど振り回されて過ごした。アンドロスの政治はバージニアで不人気だったので、ニコルソンの得ていた指示は彼らの同意なしに行動する余裕をほとんど与えなかった。ある時点では、評議会のことを「マナーを理解しない単なる野獣達」とニコルソンが表現していた。植民地の首都をジェームズタウンからミドルプランテーションに移し、ウィリアムズバーグと改名することなど、力のバランスを変える試みが多く行われたが、失敗した。評議会には反対されていたが、議会は概してニコルソンを支持したので、ロンドンの政府からは好意的に見られ続けた。
ニコルソンがメリーランドの総督である間に、ミシシッピ川からのフランスの行動が目についてきた。1695年に貿易省に対して、フランスは探検家ロベール＝カブリエ・ド・ラ・サールの設計を完成させるために動いており、川を支配し、内陸のインディアンとの関係で優位となり、それが「イングランドの植民地にとっては致命的な結果になるかもしれない」と警告していた。1698年の報告書でもその警告を繰り返し、貿易省はあらゆる植民地総督にアパラチア山脈を越えてインディアンとの交易開発を奨励する指示を出すことを提案していた。「私は恐れている」と書き出し、「フランス人がこちらの国に対して、ウィリアム王戦争で可能だったよりも多くの損失を与えられるだろう」と続けていた。この観測はフランスの拡張がイングランドに課す脅威に関してなされた最初期のものであり、その提案の幾つかは結局政策として採用されることになった。ニューヨーク植民地総督のベロモント伯やサウスカロライナ植民地総督のジョセフ・ブレイクなど、他の植民地総督にフロンティアでの交易拡大の考えを積極的に広めた。
イングランドで起きた政治的危機と、1702年にアンが王位に就いたことに続いて、トーリーの内閣ができ、ニコルソンのホイッグ党パトロンを脇に押しやることになった。ニコルソンはその地位の保全のために最善を図ったが、1705年に呼び戻され、エドワード・ノットが後任になった。ニコルソンはロンドンに戻り、イギリス海外福音伝道会で活動し、北アメリカの科学的観察について王立協会の会員に受け入れられた。貿易省のコンサルタントとしても活動し、植民地の問題について意識を持ち続けた。

## アン女王戦争

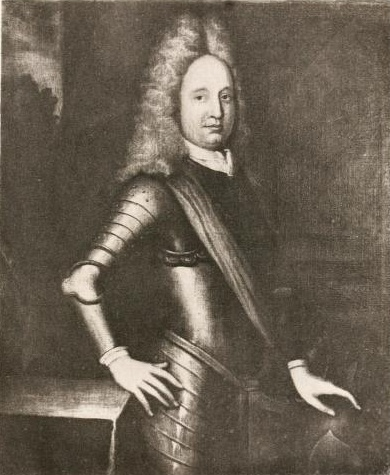
サミュエル・ベッチ、戦争ではニコルソンに協力したが、その後反目するようになった

1690年代のウィリアム王戦争のとき、ニコルソンはバージニア植民地議会にニューヨークの防衛のための予算を割り当てるよう求めた。そこはヌーベルフランスからの脅威があり、バージニアを防衛するためのバッファーになるはずだった。植民地議会がそれを拒否し、ニコルソンがロンドンに訴えた後も同じだった。1702年にアン女王戦争が勃発すると、ニコルソンは自分の金から900ポンドをニューヨークに貸し、バージニアの土地賃貸税によって償還できることを期待していた（そうはならなかった）。この計画を宣伝することで、バージニアにおけるニコルソンに対する嫌悪感を増し、ロンドン呼び戻しに一役買った可能性もある。バージニアはこの戦争で軍事的な影響を受けなかった。ニコルソンが戦争遂行のために植民地全てから広く支援を得ようとした後で、ロンドンへの大きな提案となり、例えば全植民地が単一の副王の下に纏まり、副王に課税権があり、また常備軍を指揮するということを提案した。歴史家のジョン・フィスクに拠れば、ニコルソンはこの方法で北アメリカの植民地全てを統合する提案をした最初期の人であるとしている。
1708年から1709年の冬、スコットランドの実業家サミュエル・ベッチがニューヨークとニューイングランドに興味を抱き、ロンドンに来て女王と貿易省にヌーベルフランスに対する大掛かりな攻撃を提案した。ベッチはこの動きに加わるようニコルソンを誘った。その計画はイギリス海軍の支援を得てケベックを川から攻撃し、ハドソン川を遡る陸からの遠征を行い、シャンプレーン湖を下ってモントリオールを攻撃するというものだった。ニコルソンが陸上部隊の指揮を行い、ベッチがニューイングランドの植民地民兵隊を率いてイギリス艦隊と共に侵攻するという計画だった。ニコルソンとベッチは1709年4月にボストンに到着すると、直ぐに軍隊の招集を始め、その作戦に必要な物資を集めた。ニコルソンは以前にあったニューヨークの上流社会とのコネを使ってそこから必要な軍勢を集め、ニュージャージーやコネチカットからも部隊を集めた。総勢は正規兵と植民地民兵で1,500名となり、イロコイ族戦士600名を加えて、6月にはニューヨークのオールバニのすぐ北にあるスティルウォーターと、シャンプレーン湖の南端との間に3か所の宿営地建設を始め、その間にイギリス艦隊がボストンに到着したという報せを待っていた。しかしその遠征は悲惨なものになった。多くの兵士が病気になり、夏が長引き、宿営地のお粗末な状態のために死んだ。艦隊到着の報せは無かった。物資が不足してくるようになり、兵士は反抗的となり、脱走を始めた。最終的に10月になって、ヨーロッパの諸事情のために、艦隊の参加は7月に中止されたことが分かった。この時までに兵士達は部隊毎脱走し、砦や物資倉庫の全てを破壊していた。
この大失敗の後でニコルソンはインディアンの酋長4人を連れてロンドンに戻り、アン女王にフランス領アカディアの首都ポートロワイヤルに対する限定された遠征を率いる許可を求めた。女王がこの請願を認め、ニコルソンが1710年10月2日にポートロワイヤルを占領した軍を率いた。この戦闘はアカディアの征服となり、ノバスコシアと呼ぶ領土に対するイギリスの恒久的支配の始まりとなった。ニコルソンは1711年に著した『ポートロワイヤル占領のための遠征の日誌』で遠征の記録を出版した。勝利に酔ったニコルソンはイングランドに戻り、アン女王にヌーベルフランスの中心であるケベック占領のための新たな遠征を提案した。その結果として起こされた海軍の遠征はホベンデン・ウォーカー提督が指揮し、ニコルソンは1709年のシャンプレーン湖に向かった遠征で辿ったルートを行く陸上部隊を率いた。ウォーカーの艦隊の多くの艦船がセントローレンス川河口近くの岩で座礁したために、遠征全体が中止され、ニコルソンは大いに怒ることになった。ニコルソンがその知らせを聞いたときに、鬘を引きちぎって地面に投げ捨てたと言われている。

## ノバスコシアとサウスカロライナ
ニコルソンは遠征が失敗した後でロンドンに戻り、自分のためにノバスコシア総督の地位を得るべく活動を始めた。1710年の勝利以後、サミュエル・ベッチがその総督を務めていたが、その植民地支配は（ポートロワイヤルの支配に限られていた）、効率の良いものではなかった。ベッチと当時権力を握っていたトーリーの内閣は、特にフランス人カトリック信者の扱いについて、事態にどう対処するかについて意見を異にしており、ニコルソンはこれら苦情に乗ずることになった。苦衷と幾らか極端な非難（例えばベッチはニコルソンをジャコバイトのシンパだと非難した）に彩られた議論の後に、1712年10月、ニコルソンに総督の地位が与えられた。その任命にはプラセンティアの総督職と、全植民地の財政に関する監査官としての権限も含まれていた。1714年にポートロワイヤルで数週間を過ごしただけで、総督職は副総督のトマス・コールフィールドに任せた。この数週間はアカディア人との不一致で占められており、彼らは総督が代わったことに乗じて、ニコルソンが準備のできていなかった妥協を引き出そうとした。ニコルソンは軍隊と町との間の交渉を制限する命令を出し、既に低下していたポートロワイヤル守備隊の士気をさらに下げることになった。ニコルソンはイギリス植民地商人とフランス人の間の交易も取り締まり、フランスの港との貿易を望むイギリス商人には免許を申請させた。
ニコルソンはノバスコシア総督としての時間の大半をボストンで過ごし、そのまた大半をベッチの財政を調査することに使った。ベッチはニコルソンの敵意と自分の内情に関する差し出がましい検査を、ほとんど自分を中傷するための党派的な試みだと解釈した。ベッチはニコルソンのことを「怒り、悪意、狂気が吹き込むことのできる」ことなら何でもやる「悪意の狂人」と呼んだ。ニコルソンはベッチがイングランドに行けば自己弁護できるであろうから、そこに向かうのを阻止し、ニコルソンの力の及ばないコネチカットのニューロンドンに逃げさせ、そこからイングランドに向かう船を求めさせた。1714年、ジョージ1世が王位に就き、ホイッグ党が政権を取り返すと、ベッチはその汚名を雪ぐことに成功し、ニコルソンから総督職を取り戻した。ニコルソンは植民地を無視していると、ベッチたちに告発されていた。

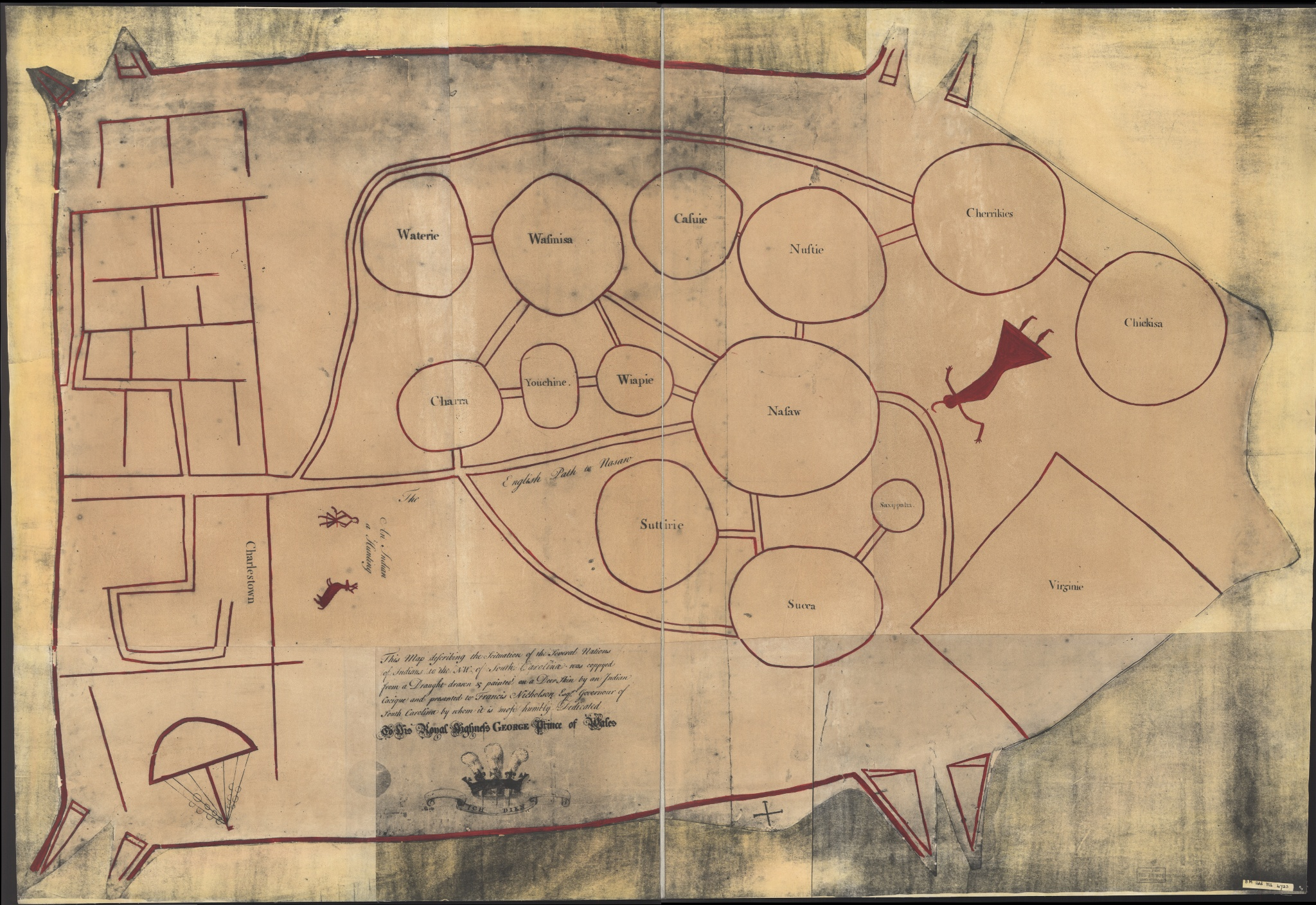
1721年にカトーバ族インディアンの酋長が作り、ニコルソンに渡した地図。チャールストンが左にあり、丸印は部族を表し、その間の線が部族間の関係を示す

ニコルソンは1721年から1725年までサウスカロライナ植民地としては最初の王命総督を務めた。植民地人が領主の支配に対して反抗し、王室による支配要請に対応してニコルソンが総督に指名された。その反乱は、インディアンからの脅威に対して領主たちが不適切な対応をしたことに促されたものだったので、ニコルソンは幾らかのイギリス軍を伴って行った。主に反乱の支持者で構成される評議会を作り、植民地の事情を支配するためのある程度の裁量を与えた。ニコルソンは他にも地位を持っていたので、政治的な対立を抑える手段として航海法の執行を使った。メリーランドやバージニアで設定したものをモデルにして植民地の地方政府を設立した。例えば1722年のチャールストンの法人化があった。教育とイングランド国教会のために、公費も自分の金も遣った。植民地に全く新しい司法体系を導入した。チェロキー族インディアンとの協定を交渉して領土の境界を決め、交易を促進し、メリーランドやバージニアに居るときに提唱していたのと同様な政策を追求した。植民地政府にインディアン問題担当コミッショナーの制度を導入し、1750年代に王室がインディアン問題を管理する任務を再開するまで、その職が残っていた。
サウスカロライナ植民地は他の植民地と同様に、通貨の不足が慢性的な問題であり、それを補うために信用債券（紙幣）を発行した。ニコルソンが統治した時は、債券が何度も発行されたが、ニコルソンが植民地を離れた後に、インフレが危機的な状況まで高まることはなかった。しかし、それは商人を怒らせ、ニコルソンに対する苦情を貿易省まで上げることになった。プランテーション所有者のウィリアム・レットなど領主制の支持者が、ニコルソンは密貿易に関わっているという長く続いた嘘の告発とも組み合わされ、ニコルソンはこれら告発に対して自己弁護するためにイングランドに戻る必要があると考えた。1725年にチェロキー族のバスケットを持ってロンドンに戻った。それは大英博物館の初期コレクションの一部になった。

## 晩年
ニコルソンはイングランドの地で中将に昇進する。結婚することはなく、グレゴリオ暦1728年3月16日にロンドンで亡くなった。セントジョージ・ハノーバー・スクエアの墓地に埋葬された。19世紀の伝記でニコルソンがナイトに叙されたというのは、その遺志が20世紀初頭に明らかにされたとき嘘だと判明した。

## 人格
ニコルソンはその短気で有名だった。歴史家のジョージ・ウォラーに拠れば、「熱情の発作に従う」ものだった。ある話では、インディアンがニコルソンについて、「将軍は酔っている」と言ったとしている。ニコルソンが強い酒を飲んでいなかったと知らされたそのインディアンは、「私は彼がラム酒に酔っていると言っているのではない。彼は生まれながらに酔っているのだ」と返答した。ウォラーは彼の「性急で激しい気性があればこそ、彼を大きな成功に導いた」とも指摘していた。

## 遺産
ウィリアム・アンド・メアリー大学のニコルソン・ホールは、ニコルソンの栄誉を称えた命名である。

## 関連図書
- McCully, Bruce (October 1962). “From the North Riding to Morocco: The Early Years of Governor Francis Nicholson, 1655–1686”. The William and Mary Quarterly (Third Series, Volume 19, No. 4). JSTOR 1920162. Includes a detailed discussion of his potential ancestry and his Moroccan service.